# 阿里头蛛
阿里头蛛（学名：Phoroncidia alishanensis）为球蛛科头蛛属的动物。分布于台湾岛等地。该物种的模式产地在台湾。